# The Plank (téléfilm, 1979)
Pour les articles homonymes, voir The Plank.

The Plank (traduction littérale : « la planche ») est un court métrage comique britannique pour la télévision, à base de slapstick, inédit en France, et réalisé par le comédien populaire Eric Sykes en 1979 et diffusé en 1980. Il s'agit du remake écourté d'un précédent film du même titre et du même auteur sorti en 1967.

## Synopsis
The Plank narre les mésaventures de deux ouvriers en bâtiment à qui manque une planche pour terminer le sol d'une maison. De retour de la fabrique, ils rencontreront maintes péripéties. Sur le chemin, en effet, de nombreuses maladresses et intervenants de toutes sortes compliqueront quelque peu leur mission...

## Analyse
Comme The Plank (1967), le millésime 1979 est également fondé sur un sketch intitulé Sykes and a Plank qu'Eric Sykes avait créé pour la télévision dans sa série Sykes. Il y développe de nouveau toute une série de gags visuels autour du classique accessoire de la planche dont le caractère encombrant donne lieu aux situations les plus loufoques.
Pour une bonne part, le scénario est calqué sur celui de son prédécesseur de 1967, à quelques variantes près. Très inspiré des classiques du cinéma muet, le court métrage est néanmoins émaillé de nombreuses trouvailles inédites.
D'une durée un tiers moins longue (25 minutes), il inclut en outre la participation de nombreuses vedettes populaires outre-Manche : Wilfrid Hyde-White, Joanna Lumley, Kate O'Mara, Diana Dors, Frankie Howerd...
Comme souvent chez Sykes, la volonté de faire appel le moins possible aux dialogues n'est pas sans rappeler celle de son homologue français Jacques Tati dont il partage, par ailleurs, un certain sens de la dérision.